# Фрушето (Козенца)
Фрушето је насеље у Италији у округу Козенца, региону Калабрија.
Према процени из 2011. у насељу је живело 69 становника. Насеље се налази на надморској висини од 771 м.